# Wikiquote
 (mars 2023).
Wikiquote est un site web multilingue, collaboratif, libre et gratuit de recueils de citations. Il est géré en wiki grâce au moteur MediaWiki.
Comme Wikipédia, Wikiquote appartient à la Fondation Wikimédia, organisation à but non lucratif américaine sise à San Francisco, et son contenu, librement améliorable, est protégé par la licence Creative Commons « Attribution - Partage dans les Mêmes Conditions ».

## Histoire
Fondé sur une idée de Daniel Alston et mis en œuvre par Brooke Vibber, le projet est lancé de manière temporaire sur Wikipédia en wolof le 27 juin 2003. Le nom du projet accole le nom de la technique utilisée (« wiki ») et le terme « quote », qui signifie « citation » en anglais. Dès le 10 juillet 2003, le projet obtient son propre sous-domaine.

## Contenu
Le site recense des citations provenant d'œuvres littéraires ou scientifiques mais aussi de bandes dessinées, de films ou de jeux vidéos. Il peut s'agir de citations traduites.

## Accueil
Dans un article intitulé Comment chercher une citation et publié sur le site de la New York Public Library en 2013, Sharon Rickson indique que Wikiquote est un très bon point de départ pour chercher des citations, puisque seules les citations correctement sourcées y sont admises et qu'on y trouve aussi des renseignements sur les citations faussement attribuées aux célébrités. Le journal The Independent utilise également la Wikiquote anglophone qui identifie les citations erronément attribuées à Margaret Thatcher. En avril 2022, le site Make Use Of classe Wikiquote parmi les cinq meilleurs sites pour trouver des citations.

## Usages scientifiques
Wikiquote est parfois utilisée en tant que corpus de texte pour des expériences sur le langage. Une thèse complémentaire de marketing à l'université catholique Soegijapranata de Semarang, en Indonésie, l'utilise en 2012 pour des recherches sur les slogans publicitaires de voitures et d'ordinateurs. En 2017, des chercheurs de l'Université de Wrocław en Pologne, participant au Défi d'intelligence conversationnelle lors de la conférence Neural Information Processing Systems, ont utilisé Wikiquote pour créer un module conversationnel d'extraction des mots rares. Une équipe dirigée par Davide Buscaldi et Paolo Rosso, de l'Universidad Politécnica de Valencia en Espagne, publie en 2018 les résultats d'une expérience de reconnaissance de l'humour fondée sur le corpus de la Wikiquote en italien. En 2021, des chercheurs ont utilisé Wikiquote pour entraîner des modèles de langage à détecter les citations de propos extrémistes.